# Cừu Phan Rang

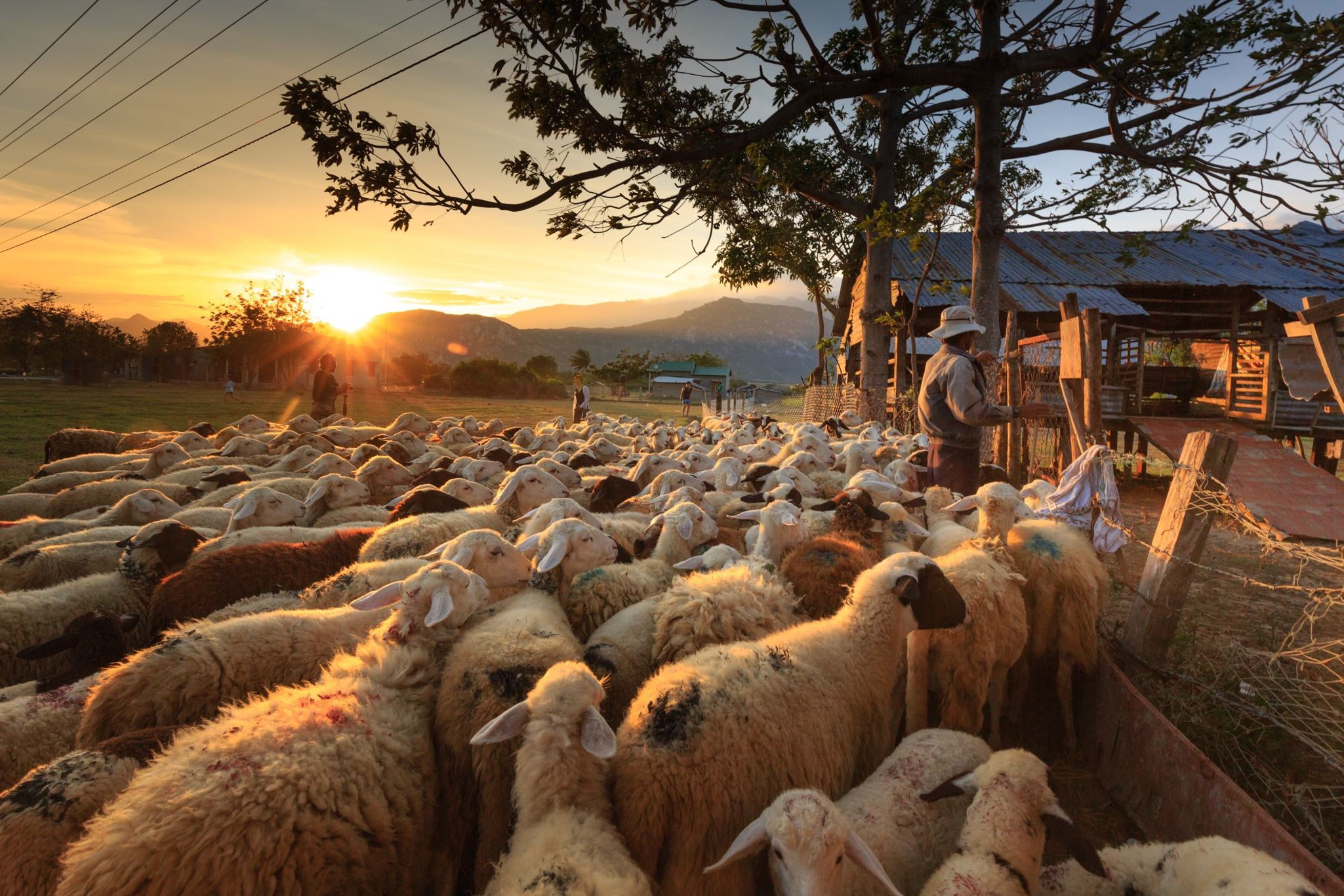
Cừu Phan Rang ở Ninh Thuận

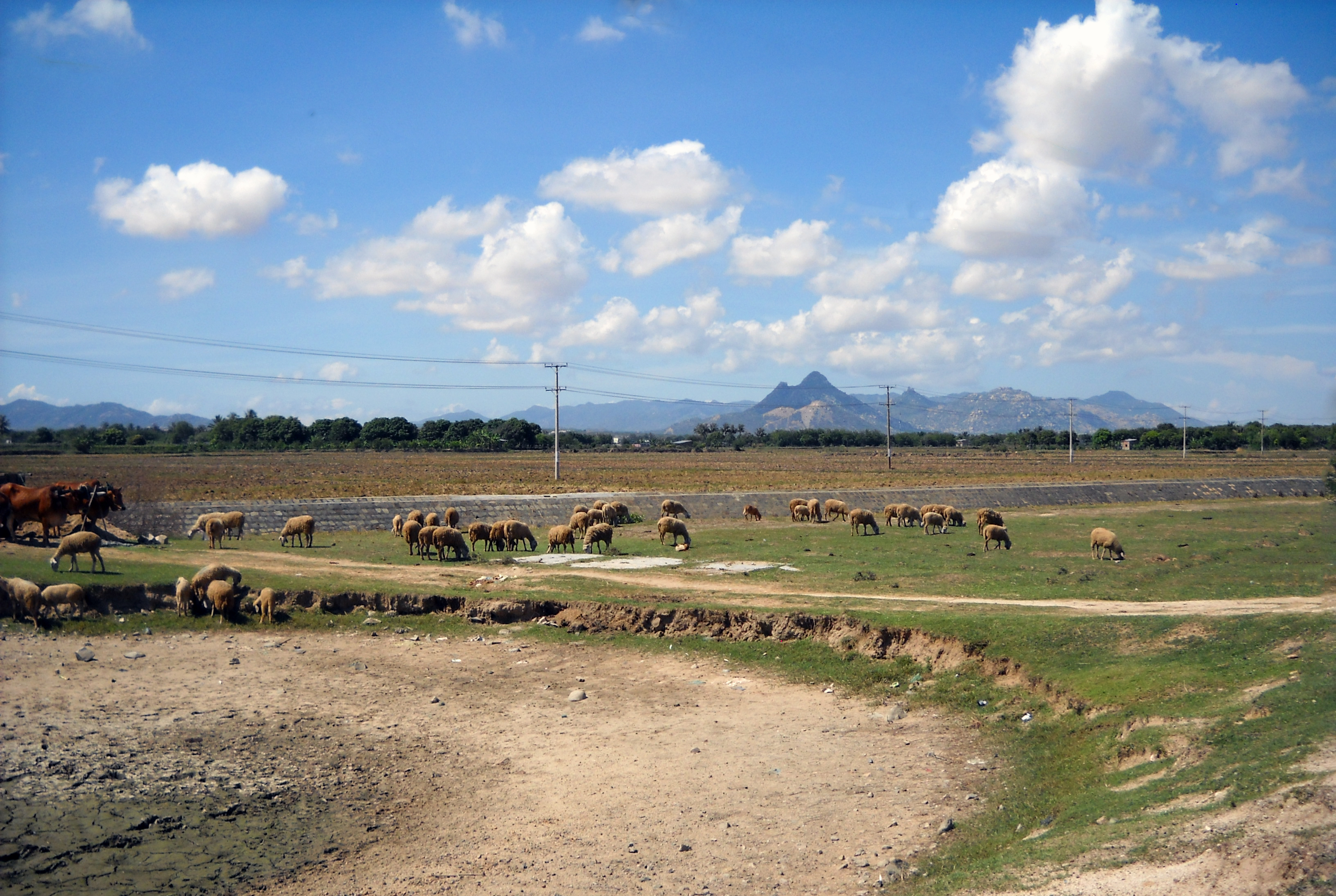
Chăn nuôi cừu ở Ninh Thuận

Cừu Phan Rang là một giống cừu có nguồn gốc từ Phan Rang, Ninh Thuận. Giống cừu Phan Rang có thể coi là giống cừu duy nhất ở Việt Nam hiện nay. Giống cừu này được hình thành hơn 100 năm, trải qua những điều kiện khí hậu nắng nóng gần như quanh năm, dưới sự tác động của chọn lọc tự nhiên và nhân tạo, giống cừu Phan Rang đã thích nghi cao với điều kiện sinh thái của Ninh Thuận. Cừu ở Phan Rang được nuôi theo bầy đàn, chúng dễ nhận ra vơi những cái tai dài và cụp xuống, mắt cũng cụp xuống theo tai, chúng rất nhát con người

## Lịch sử
Cừu đã có mặt ở Ninh Thuận từ khá lâu, nó là loài vật nuôi không có nguồn gốc từ Việt Nam. Có nhiều giả thiết về giống cừu Phan Rang này, giống cừu Phan Rang xuất xứ từ vùng Nhiệt đới Ấn Độ, được người Chà Và đưa vào như vậy đây là giống cừu được dân tộc Chăm du nhập từ Ấn Độ cách đây trên trăm năm. Cũng có giả thuyết cho rằng các giáo sĩ truyền đạo Kitô đã mang chúng vào cách đây hàng trăm năm cùng với cây xương rồng, Thời Pháp thuộc, các giáo sĩ đi truyền đạo đã đưa các chú cừu từ Ấn Độ và Pakistan vào Ninh Thuận để nuôi. Nó thích ứng dần rồi trở thành loài vật nuôi riêng cho vùng đó. Con cừu được cộng đồng người công giáo ở đây coi như món quà của chúa, nên họ quý con cừu và xem nó như quà tặng của chúa và người ta vẫn còn nuôi giữ nó. Giáo dân không muốn bỏ con cừu, tượng trưng như quà tặng của Chúa.
Ở Ninh Thuận có nhiều dân tộc, nhiều tôn giáo kiêng ăn thịt heo, thit bò, chỉ dùng thịt dê - cừu những khi tiệc tùng, cúng giỗ và những ngày tết. Ban đầu nhập nội với mục đích nuôi phục vụ cúng tế trong các lễ hội truyền thống của đồng bào Chăm và con cừu đã nhanh chóng thích nghi với vùng đất này. Ơ Ninh Thuận, dân tộc Chăm nuôi cừu nhiều. Tổng đàn cừu ở Ninh Thuận lên đến gần 83.000 con, tập trung tại các xã Bắc Phong (huyện Thuận Bắc), Phước Nam (huyện Thuận Nam), Xuân Hải (huyện Ninh Hải)… Cừu là vật nuôi của người nghèo; đặc biệt là các hộ đồng bào dân tộc, giá giống không quá cao, chỉ khoảng trên 2 triệu đồng/con. Nông dân chỉ cần khoảng 10 triệu đồng là đã có năm con giống, sau vài năm nhân đàn là đã có vài chục con và từ đây có thể thoát nghèo bền vững.

## Đặc điểm

### Ngoại hình

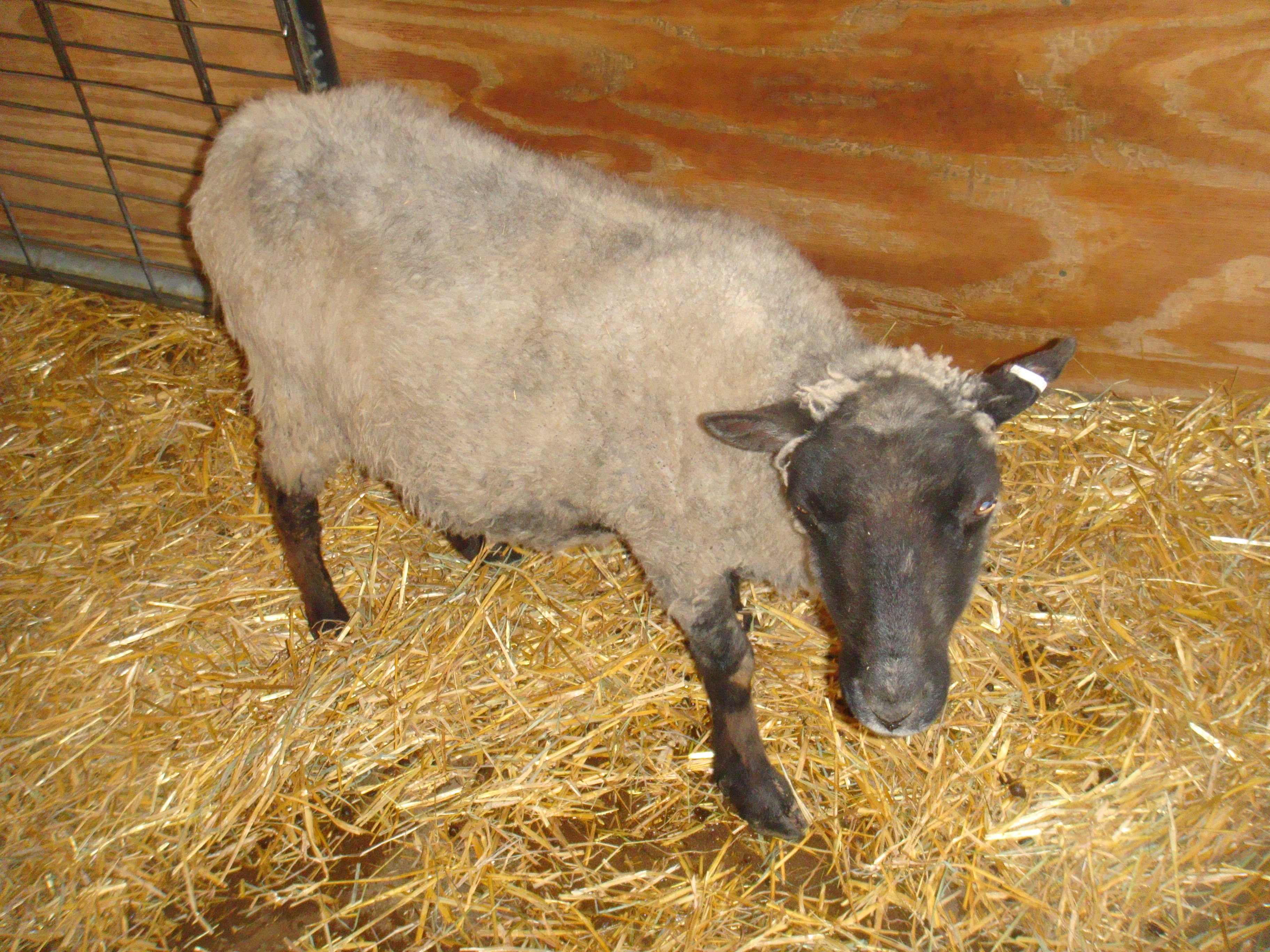
Cừu Phan Rang mặt đen

Giống cừu này là cừu thịt xuất xứ từ vùng nhiệt đới, cừu Phan Rang có tầm vóc lớn, lông thô màu trắng (70%), lông màu nâu và lông màu trắng vá nâu hoặc vá đen (30%). Cừu Phan Rang có màu trắng (80%), một số ít có màu lông nâu (11% số ít còn lại là lông nâu điểm trắng hoặc trắng điểm nâu hoặc lông nâu đen, một số con có mặt đen hoặc trắng nhưng phần lớn là mặt trắng, có điểm một vệt trắng ở sống mũi và 2 dải đen ở 2 bên má. Toàn thân cừu phủ một lớp lông, lông phần hông nơi dài nhất từ 11 – 12 cm, lông phần lưng nơi ngắn nhất khoảng 8 cm. Lông nhỏ mịn và không xoăn, lông cừu đực khô hơn cừu cái nhưng không rõ rệt như ở dê.
Đầu nhỏ, trán gồ, tai cụp, không sừng (thỉnh thỏang xuất hiện 0,1% cừu đực có sừng, nhưng không được giữ lại làm giống), đuôi ngắn trên khủyu chân. độ dài đuôi của giống cừu này không bao giờ vượt quá khuỷu chân, nó thuộc loại hình đuôi ngắn - mảnh (Short thin tailed). Đầu cổ cừu ngắn, mũi dô, không sừng, không có râu cằm, thân hình trụ, ngực sâu và nở, bụng to gọn, mông nở, 4 chân nhỏ và khô, móng hở, vú nhỏ và treo, núm vú ngắn (2 cm). Cấu tạo con vật thể hiện giống hướng thịt. Cừu đực trưởng thành có chiều cao vây 50–60 cm; khối lượng 39–45 kg. Tuổi sử dụng phối giống 8-9 tháng. Cừu cái trưởng thành có chiều cao vây 53–59 cm; khối lượng 34–38 kg. Thành phần dinh dưỡng của thịt cừu Phan Rang gồm hàm lượng đạm 21,80%, béo 1,80%, và khoáng 0,90% và nước 75,50%.

### Sinh trưởng
Tuổi động dục lần đầu 5,5 – 6 tháng; tuổi phối giống lần đầu 7 tháng; chu kỳ động dục 18-21 ngày; thời gian mang thai 148-151 ngày; khoảng cách giữa 2 lứa đẻ 208-262 ngày. Cừu cái sinh sản 1,55 lứa/năm, mỗi lứa đẻ 1-2 con. Sinh đơn 66,67%, sinh đôi 26,19% và sinh ba 7,14%; Nếu chọn lọc những cừu đực và cái từ những bố mẹ đẻ đôi, ba và cho sữa nhiều làm giống, thì sẽ nâng cao được tỷ lệ đẻ đôi, ba và tăng đàn nhanh chóng. Tuổi trưởng thành bình quân con cái nặng 39 kg, con đực 43 kg. Khoảng cách lứa đẻ 8 tháng (3 lứa trong 2 năm)
Cừu sinh trưởng rất nhanh từ sơ sinh đàn 1 tháng tuổi (l68.67 g/ngày) sau đó tốc độ sinh trưởng chậm dần (86,66-137,33g/ngày). Tháng thứ hai thường là tháng khủng hoảng vì lượng sữa giảm thấp mà cừu con thì chưa quen ăn nhiều cỏ. Sau đó sức lớn trở lại bình thường. Khả năng sinh trưởng của cừu trong điều kiện quảng canh như sau: Trọng lượng sơ sinh của cừu là 2,20 kg, lúc 3 tháng tuổi 13,98 kg. Tuổi trưởng thành bình quân con cái nặng 38,96?l,34 kg, con đực 42,64 ? 1,70 kg. Cừu dễ nuôi, mau lớn, ít tốn công chăm sóc, ít bệnh tật, chuồng trại đơn giản và rẻ tiền, thức ăn của cừu không cạnh tranh lương thực với người.
Là loại gia súc sớm thành thục về sinh dục. Cừu đực 5 tháng tuổi đã có biểu hiện phối giống, nhưng người ta thường sử dụng lúc 10 tháng tuổi. Cừu cái 6 tháng đã động dục và tuổi phối giống đầu tiên thường vào lúc 9- 10 tháng. Thời gian mang thai khoảng 150 ngày, chu kỳ động dục từ 16- 17 ngày, mùa dộng dục không rõ rệt nhưng vào các tháng mùa xuân mát mẻ thường động dục nhiều và lý lệ thụ thai cao. Cừu cái mang thai lại rất khỏe, nuôi con giỏi hơn dê, do đó tỷ lệ hao hụt cừu con rất thấp. Cừu con sau 4 tháng đã đạt trọng lượng 14 kg, có thể xuất chuồng làm giống.

### Tập tính
Chúng chịu được điều kiện khô, nóng khốc liệt ở đây, chịu đựng với bãi chăn sỏi đá nghèo chất dinh dưỡng.Con cừu có một đặc tính hơn hẳn các loài khác, đó là sự chịu khó. Giữa cái nắng như đổ lửa, các loài khác đều tìm chỗ có bóng mát để trú thì đàn cừu vẫn tha thẩn trên đồng, trên những gò cát trơ trụi, nóng bỏng. Chúng cần mẫn gặm từng ngọn cỏ mới lún phún nhô lên. Vào mùa khô, khi không còn một loại cỏ nào có thể nhú lên được, cừu nhai cả các lá xương rồng to bằng bàn tay và chi chít gai, cây xương rồng vệ đường có gai mọc tua tủa, thi thoảng có vài con đói quá mặc kệ gai chọc vào cơ thể vẫn cố gắng ăn chút thức ăn bên cạnh cây xương rồng.
Tính cừu hiền lành chăm chỉ, trên đồng bãi cừu di chuyển chậm ăn miệt mài, gặm sát đất. Cừu ăn nhiều loại thức ăn, nhưng ăn cỏ và cây thấp là chủ yếu (khác với dê thích ăn lá trên cành).Phản xạ tính biểu hiện rõ, tuy không thể hiện mạnh như dê. Tính bầy đàn cao, chăn thả chung nhưng ít khi bị lạc đàn. Khi chăn nuôi, những chú cừu được lùa lên núi vì đàn cừu số lượng lớn, những bãi cỏ nhỏ xung quanh chuồng không đủ cho chúng ăn. Khi lên đồi, lên núi, những tràng cỏ hoang rậm rạp sẽ lấp đầy chiếc bụng ọc ạch của chúng.

## Giá trị
Tuy cừu Phan Rang là giống cừu nhiệt đới, bộ lông có giá trị kinh tế thấp hơn những giống cừu của thế giới, nhưng thịt và sữa cừu cũng là những thực phẩm rất có giá trị: giàu đạm, tính mát, ít cholesterol, mùi vị thơm ngon đặc trưng. Lông của cừu thịt Phan Rang chưa được sử dụng vì đàn cừu còn quá ít (khoảng 3.000 con) và vì cừu thịt ở xứ nóng nên lông không nhiều. Tỷ lệ da thường chiếm 8% trong lượng cơ thể, da cừu mềm, đàn hồi tốt là mặt hàng được ưa chuộng. Lông cừu có giá trị thẩm mỹ cao, nó được dùng làm vật chống lạnh rất tốt như khăn choàng cổ, áo lạnh, chăn…, chủ yếu được xuất khẩu sang các nước châu Âu. Ngoài ra thịt cừu là loại thực phẩm đặc sản khá độc đáo, có chất lượng cao được chế biến thành những món ăn ngon miệng hợp với khẩu vị của nhiều tầng lớp người dân như: thịt cừu nướng, luộc, tái, xào, xông khói, chả cừu, cà ri cừu, lẩu cừu. Các con cừu ở Ninh Thuận thường được sơn lên lông để “xác nhận chủ quyền” như là một kiểu nhận dạng động vật.